# Rhamphomyia nigricauda
Rhamphomyia nigricauda är en tvåvingeart som beskrevs av Becker 1907. Rhamphomyia nigricauda ingår i släktet Rhamphomyia och familjen dansflugor.
Artens utbredningsområde är Tibet. Inga underarter finns listade i Catalogue of Life.